# Croton speciosus
Croton speciosus är en törelväxtart som beskrevs av Johannes Müller Argoviensis. Croton speciosus ingår i släktet Croton och familjen törelväxter. Inga underarter finns listade i Catalogue of Life.